# Eugen Drollinger
Eugen Drollinger (Heidelberg, 31 de agosto de 1858 — Munique, 23 de outubro de 1930) foi um arquiteto alemão e funcionário público da Baviera.
Considerado o último construtor do rei da Baviera Luís II da Baviera (1845—1886) Drollinger participou na construção do Castelo de Neuschwanstein. Em 1883 Luís II comprou as ruínas do Castelo de Falkenstein e encomendou a vários arquitetos, por último Julius Hofmann e Drollinger, para substituir a estrutura existente por um castelo romântico. Embora eles soubessem que, provavelmente, Falkenstein nunca seria construído, fizeram os desenhos de forma espectacular e impraticável de acordo com os seus desejos. Drollinger estava a trabalhar num plano para o quarto de Luís II - redesenhado para apresentar janelas de vidro e uma cúpula em mosaico - quando foi informado da morte do rei. Assim os planos para Falkenstein foram abandonados permanentemente.
Em 1905 construiu o Schloss Bullachberg para o empresário de Munique, Emil Papenhagen. Localizado perto do município de Schwangau o castelo foi adquirido em 1927 por Rafael, Príncipe de Thurn und Taxis, que ali viveu com a sua família até ao seu falecimento, ocorrido em 1996. Embora o palácio esteja desocupado, não está acessível ao público.
Nesta época elaborou planos para diversos edifícios e mansões representativos, construídos principalmente em Munique, entre outros as casas das Studentenverbindungen (repúblicas de estudantes) de Corps Isaria München, Palatia München e de Corps Rhenania de Heidelberg. Construiu também a igreja evangélica no município de Bad Brückenau, orientando-se na arquitetura da Basílica do Santo Sepulcro.

## Galeria

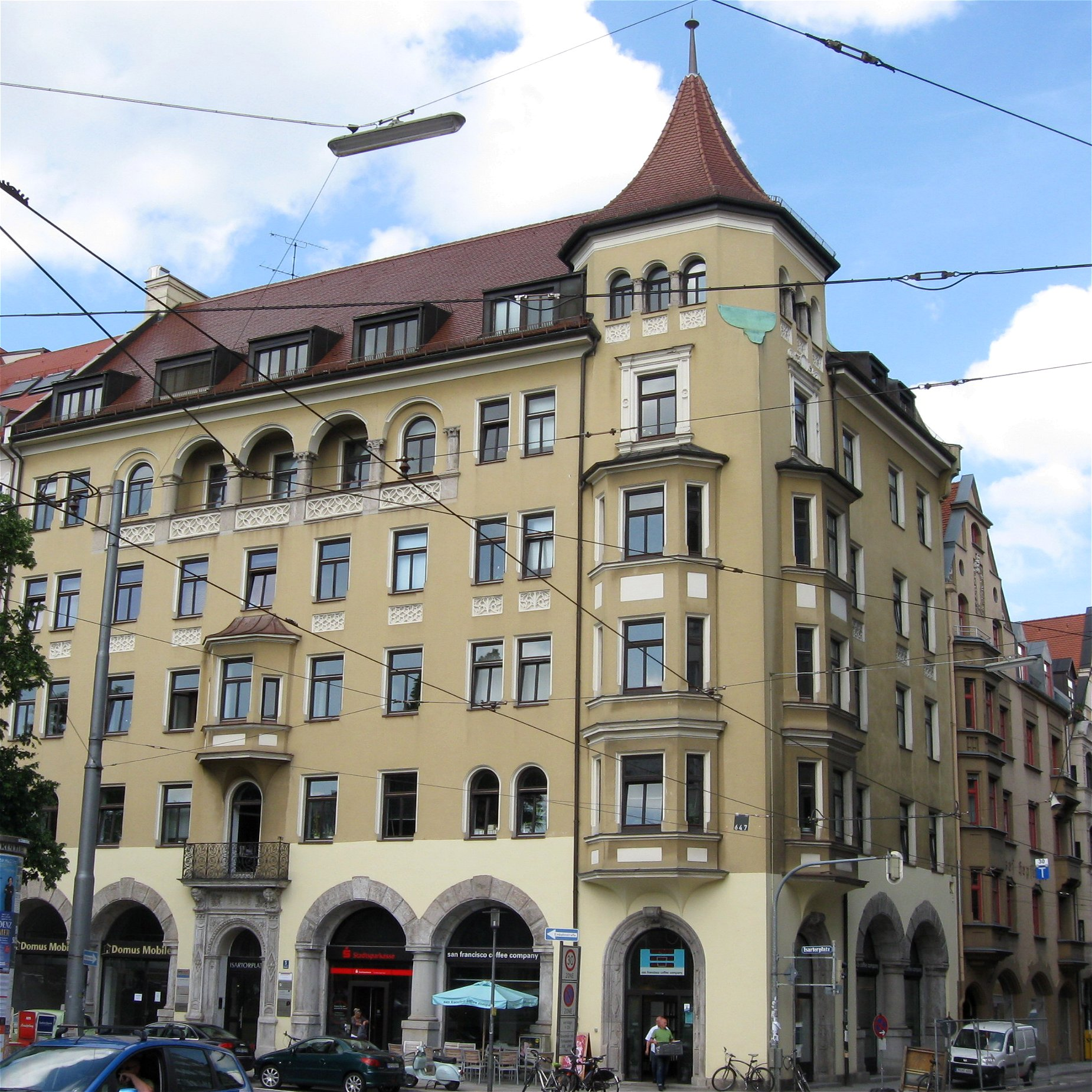
Isartorplatz 5 (Munique)
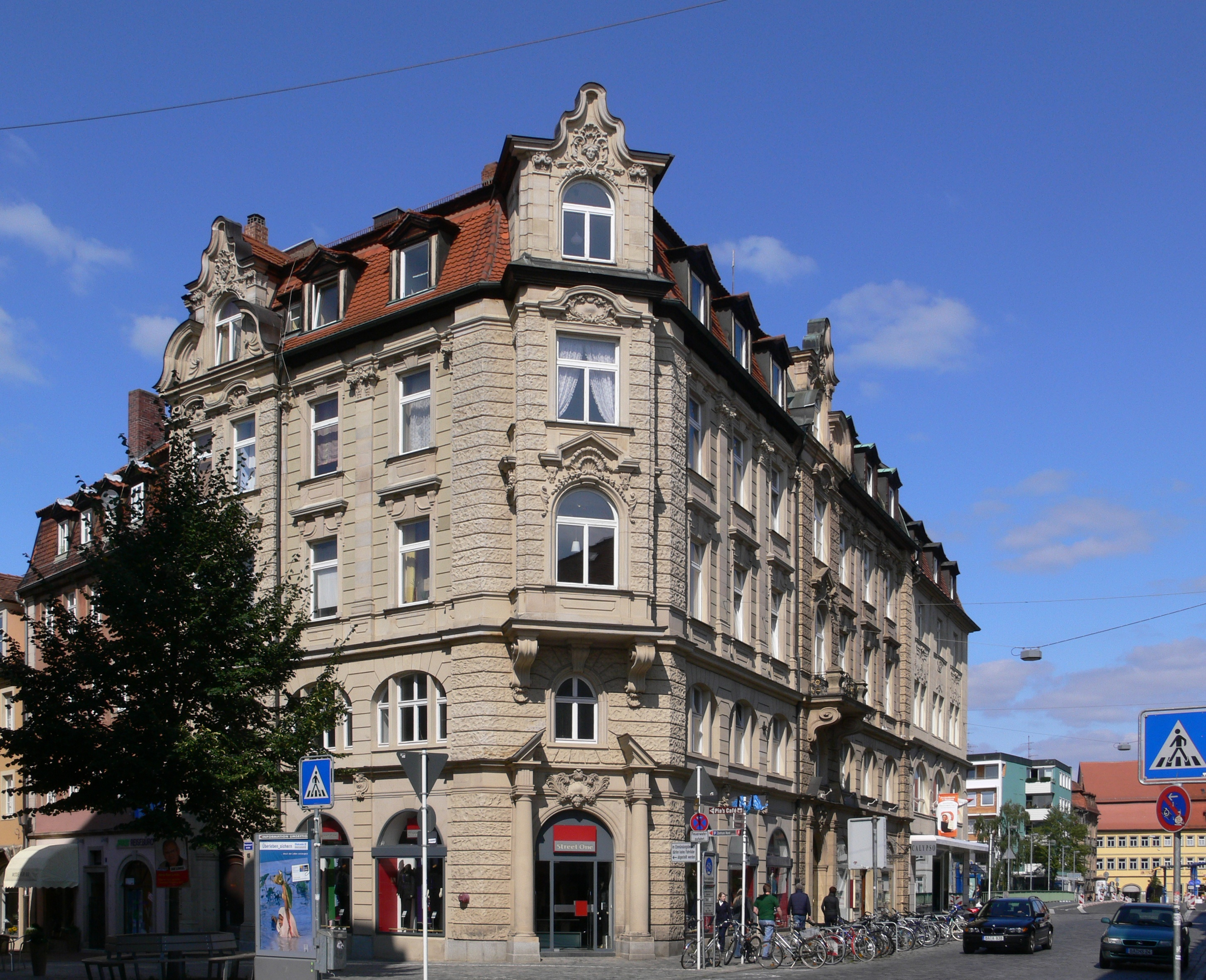
Hauptwachstraße 13, (Bamberg)
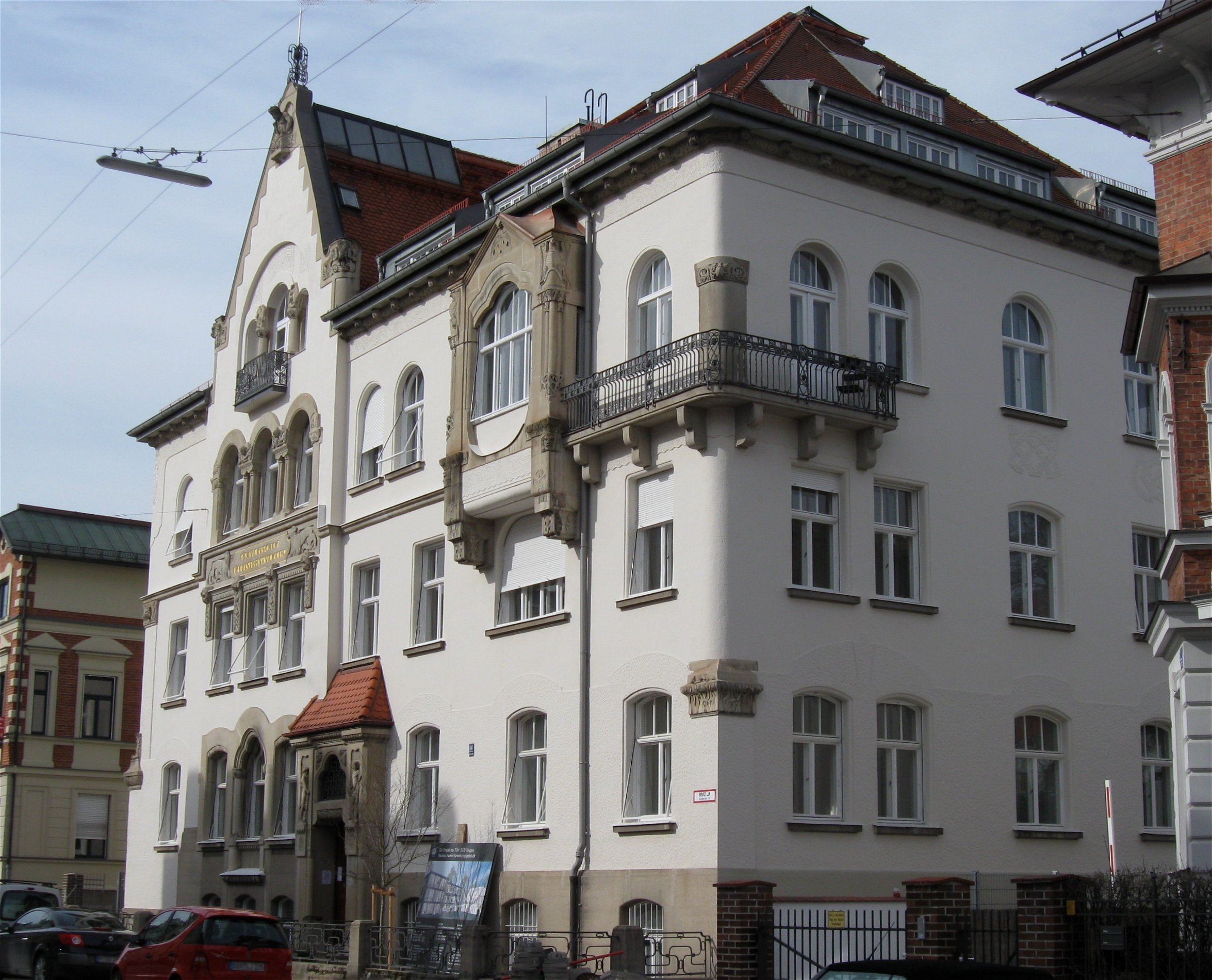
Kaiserstr. 14 (Munique)
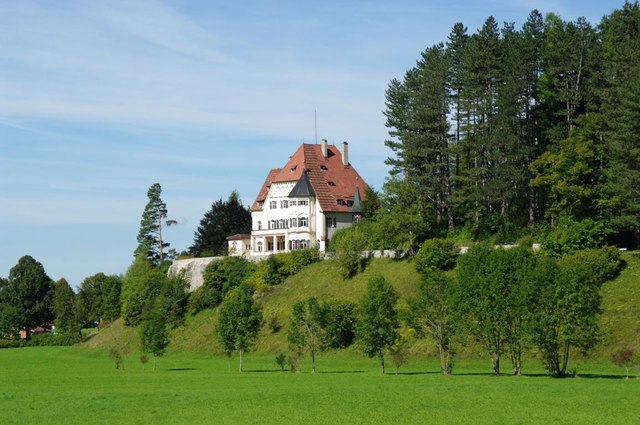
Schloss Bullachberg (Schwangau)
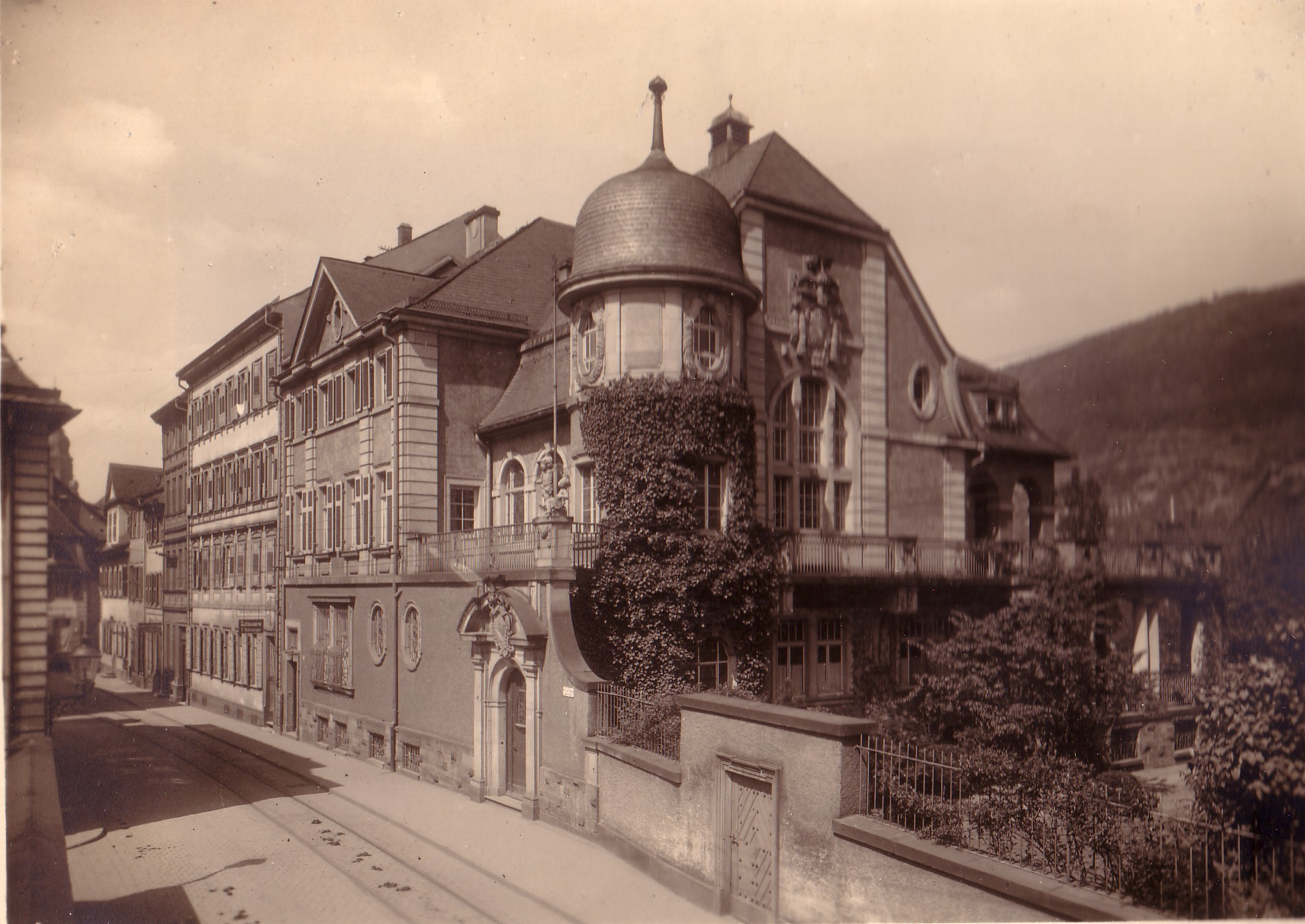
Corps Rhenania (Heidelberg)

## Literatura
- Hoffmann, Florian: 100 Jahre Heidelberger Rhenanenhaus. Geschichte - Architektur - Umfeld. 1909-2009, Heidelberg 2009
- Brunn, H.: Eugen Drollinger. München Augsburger Abendzeitung, 1932